# Along Comes Mary
Along Comes Mary è un brano musicale composto dal musicista statunitense Tandyn Almer e pubblicato nel 1966 dal gruppo musicale statunitense The Association.

## Versione dei Bloodhound Gang
Il gruppo musicale Bloodhound Gang ha pubblicato la cover nel 1999, come singolo estratto dall'album Hooray for Boobies.